# Lyrarapax
Lyrarapax es un género de radiodontos amplectobelúidos que vivieron durante el periodo Cámbrico, hace unos 500 millones de años. Tiene grandes espinas dentadas en sus apéndices frontales. Se conocen dos especies, Lyrarapax unguispinus y Lyrarapax trilobus, cuyos fósiles fueron hallados en la esquistos de Maotianshan, en China.